# Övre Småträsket
Övre Småträsket är en sjö i Bodens kommun i Norrbotten och ingår i Luleälvens huvudavrinningsområde. Sjön har en area på 0,393 kvadratkilometer och ligger 78 meter över havet. Sjön avvattnas av vattendraget Bodån (Flarkån).

## Delavrinningsområde
Övre Småträsket ingår i det delavrinningsområde (733283-175520) som SMHI kallar för Inloppet i Yttre Hollsvattnet. Medelhöjden är 136 meter över havet och ytan är 38,48 kvadratkilometer. Räknas de 7 avrinningsområdena uppströms in blir den ackumulerade arean 93,98 kvadratkilometer. Bodån (Flarkån) som avvattnar avrinningsområdet har biflödesordning 2, vilket innebär att vattnet flödar genom totalt 2 vattendrag innan det når havet efter 66 kilometer. Avrinningsområdet består mestadels av skog (90 procent). Avrinningsområdet har 1,07 kvadratkilometer vattenytor vilket ger det en sjöprocent på 2,8 procent.